# Samsung Galaxy Note

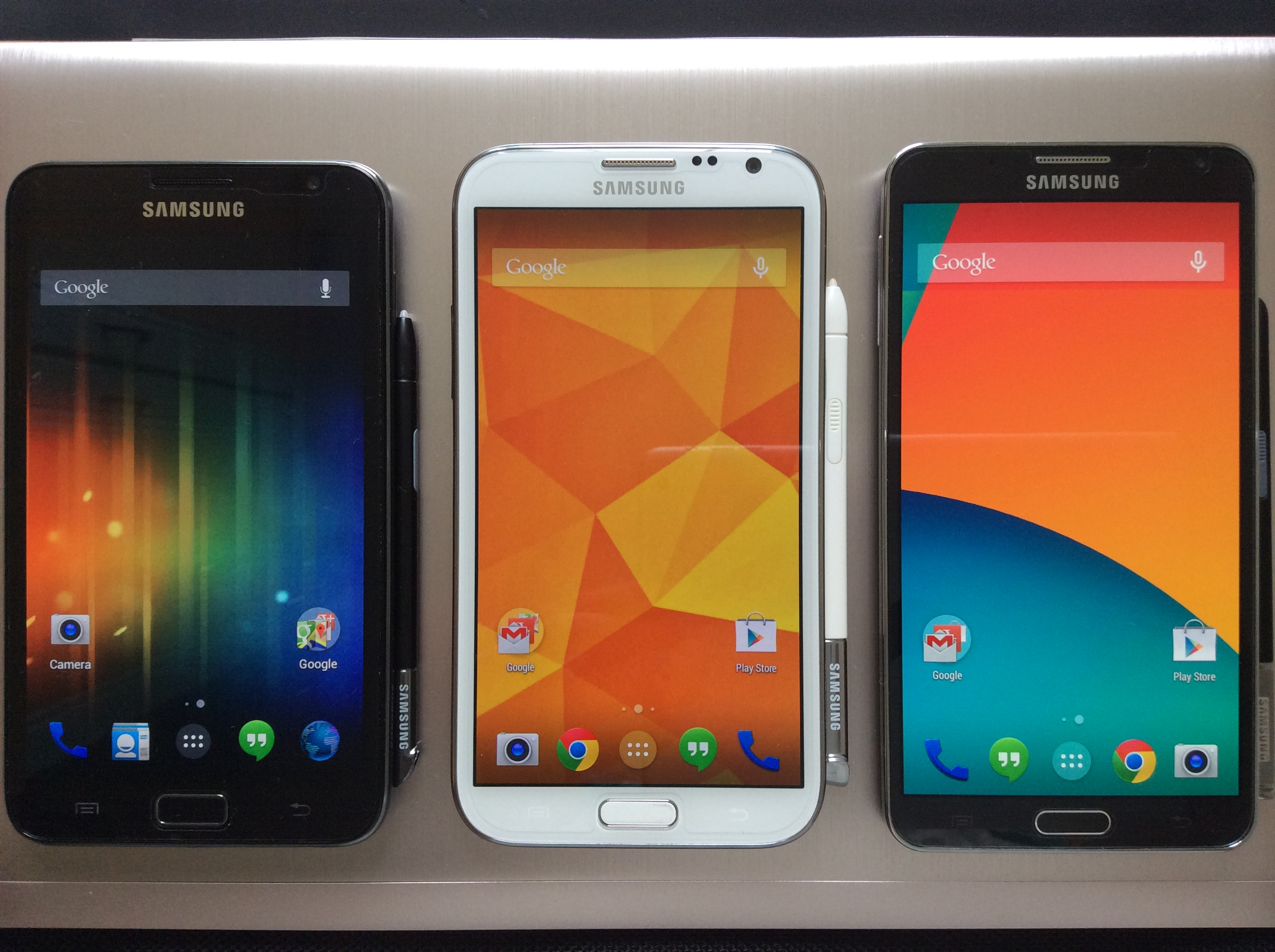
La serie: originale, II, e 3

Il Samsung N7000 Galaxy Note è uno smartphone slate prodotto da Samsung, annunciato alla fine del 2011 all'IFA di Berlino e commercializzato ad ottobre 2011 in Germania e in altri Paesi più tardi. È il primo phablet della serie Samsung Galaxy.
A fine 2012 Samsung ha messo in commercio il suo successore, il Samsung Galaxy Note II.

## Storia
Il Galaxy Note è stato annunciato da Samsung all'IFA di Berlino del 2011. Le vendite sono iniziate ad ottobre sul territorio tedesco mentre per gli altri Paesi si è dovuto aspettare novembre. Il 1º giugno 2012 Samsung annuncia che sono state spedite 7 milioni di unità.
Per pubblicizzare lo smartphone è stata fatta una collaborazione tra la Rovio Entertainment e la stessa Samsung riguardante il lancio del gioco Angry Birds Space, che presenta alcuni livelli esclusivi per i modelli Samsung Galaxy.

## Caratteristiche tecniche
Dotato di un processore dual core da 1.4 GHz, 1 GB di RAM, connettività HSPA+ fino a 21 Mbit/s, wifi a/b/g/n e di uno schermo Gorilla Glass, il Galaxy Note rappresentava, insieme al Samsung Galaxy S II, il top di gamma della casa coreana nel 2011. 
È stato inoltre il primo smartphone della Samsung a montare uno schermo da 5.3" super AMOLED con risoluzione di 1280 × 800 ed una densità di pixel pari a 285 ppi. Il sistema operativo nativo con cui è stato distribuito era Android 2.3. 
Supporta numerosi formati audio (MP3, WAV, eAAC+, AC3, FLAC) e video (MP4, DivX, XviD, WMV, H.264, H.263). È inoltre dotato del protocollo DLNA (AllShare) per la condivisione dei contenuti multimediali su altri apparecchi.

## S Pen
Il Galaxy Note include un pennino noto come S-Pen. Quando non utilizzato trova alloggiamento nella parte inferiore del terminale. Il suo utilizzo, oltre a sostituire quello delle dita nel caso sia necessaria una maggiore precisione, è specifico per quelle applicazioni che consentono di disegnare sullo schermo. Il pennino, sebbene marchiato Samsung, è parte di un digitalizzatore prodotto dalla giapponese Wacom il quale, nel Galaxy Note, affianca il digitalizzatore capacitivo classico degli smartphone. Il digitalizzatore Wacom è in grado di rilevare i livelli di pressione (producendo, per es., tratti più o meno spessi, ovviamente solo nelle app che supportano i livelli di pressione) e si disattiva quando la punta del pennino è lontana dallo schermo più di 1 cm circa in modo da abilitare le funzionalità capacitive. Il pennino è anche dotato di un pulsante per funzioni aggiuntive ma non della "gommina" digitale posteriore.

## Software
Il dispositivo monta di base il sistema operativo Android versione 2.3 Gingerbread.
A metà del 2012 Samsung ha distribuito l'aggiornamento Android versione 4.0.4 Ice Cream Sandwich.
A marzo del 2013 Samsung ha distribuito la nuova versione di Android 4.1.2 Jelly Bean.Tra le nuove funzionalità sono state aggiunte le seguenti: il multiwindows, lo smart stay e il direct call, tecnologie presenti finora soltanto sui vecchi dispositivi top gamma come il Galaxy Note II e il Galaxy S III, inoltre è stata resa disponibile una nuova versione, chiamata S-Note, della applicazione per prendere note e creare promemoria (precedentemente chiamata S-Memo).

## Versioni successive
- Samsung Galaxy Note II
- Samsung Galaxy Note 3
- Samsung Galaxy Note 4
- Samsung Galaxy Note 5
- Samsung Galaxy Note 7
- Samsung Galaxy Note 8
- Samsung Galaxy Note 9
- Samsung Galaxy Note 10
- Samsung Galaxy Note 20